# Mundialito de Fútbol Sala
El Mundialito de Fútbol Sala fue una competición internacional de fútbol sala entre naciones, que ocurrió anualmente de 1994 a 2008. Las selecciones participantes eran invitadas.

## Palmarés
| Año  | Sede            | Campeón  | Resultado | Segundo lugar | Tercero lugar  | Resultado | Cuarto lugar    |
| ---- | --------------- | -------- | --------- | ------------- | -------------- | --------- | --------------- |
| 1994 | Milán           | Italia   | grupo     | Croacia       | España         | grupo     | Hungría         |
| 1995 | Río de Janeiro  | Brasil   | 7-2       | Italia        | España         | 9-2       | Estados Unidos  |
| 1996 | Río de Janeiro  | Brasil   | 6-0       | Paraguay      | Argentina      | grupo     | Estados Unidos  |
| 1998 | Río de Janeiro  | Brasil   | 2-0       | Argentina     | Estados Unidos | grupo     | Italia          |
| 2001 | Joinville       | Brasil   | 4-1       | Argentina     | Portugal       | 1-0       | República Checa |
| 2002 | Reggio Calabria | Brasil   | 3-1       | Italia        | Rusia          | 5-3       | Argentina       |
| 2006 | Algarve         | Portugal | 3-2       | Croacia       | Angola         | 3-1       | Mozambique      |
| 2007 | Algarve         | Portugal | 6-1       | Eslovaquia    | Hungría        | 9-3       | Croacia         |
| 2008 | Algarve         | Portugal | 7-0       | Hungría       | Angola         | 5-2       | Libia           |

## Títulos por país
| Equipo          | Campeón                          | Subcampeón     | Tercer lugar   | Cuarto lugar   |
| --------------- | -------------------------------- | -------------- | -------------- | -------------- |
| Brasil          | 5 (1995, 1996, 1998, 2001, 2002) |                |                |                |
| Portugal        | 3 (2006, 2007, 2008)             |                | 1 (2001)       |                |
| Italia          | 1 (1994)                         | 2 (1995, 2002) |                | 1 (1998)       |
| Argentina       |                                  | 2 (1998, 2001) | 1 (1996)       | 1 (2002)       |
| Croacia         |                                  | 2 (1994, 2006) |                | 1 (2007)       |
| Hungría         |                                  | 1 (2008)       | 1 (2007)       | 1 (1994)       |
| Paraguay        |                                  | 1 (1996)       |                |                |
| Eslovaquia      |                                  | 1 (2007)       |                |                |
| Angola          |                                  |                | 2 (2006, 2008) |                |
| España          |                                  |                | 2 (1994, 1995) |                |
| Estados Unidos  |                                  |                | 1 (1998)       | 2 (1995, 1996) |
| Rusia           |                                  |                | 1 (2002)       |                |
| República Checa |                                  |                |                | 1 (2001)       |
| Mozambique      |                                  |                |                | 1 (2006)       |
| Libia           |                                  |                |                | 1 (2008)       |